# Shenzhen Xin Pengcheng Zuqiu Julebu 2024
Questa voce raccoglie le informazioni riguardanti lo Shenzhen Peng City nelle competizioni ufficiali della stagione 2024.

## Maglie e sponsor
Lo sponsor tecnico per la stagione 2024 è la Nike. Non sono presenti altri sponsor sulla maglia.
| Casa | Trasferta |

## Rosa
| N. |                    | Ruolo | Calciatore        |
| -- | ------------------ | ----- | ----------------- |
| 1  | Cina (bandiera)    | P     | Li Zhizhao        |
| 2  | Cina (bandiera)    | D     | Zhang Wei         |
| 3  | Cina (bandiera)    | C     | Tian Yinong       |
| 4  | Cina (bandiera)    | D     | Wang Qiao         |
| 5  | Cina (bandiera)    | D     | Song Yue          |
| 6  | Cina (bandiera)    | C     | Lin Chuangyi      |
| 7  | Brasile (bandiera) | A     | Thiago Andrade    |
| 8  | Cina (bandiera)    | C     | Zhou Dadi         |
| 9  | Svezia (bandiera)  | A     | Samuel Armenteros |
| 10 | Spagna (bandiera)  | C     | Jorge Ortiz       |
| 11 | Spagna (bandiera)  | A     | Edu García        |
| 12 | Brasile (bandiera) | A     | Tiago Leonco      |
| 13 | Cina (bandiera)    | P     | Peng Peng         |
| 14 | Cina (bandiera)    | P     | Zhao Shi          |
| 15 | Cina (bandiera)    | D     | Yu Rui            |
| 16 | Cina (bandiera)    | D     | Zhi Li            |

| N. |                      | Ruolo | Calciatore         |
| -- | -------------------- | ----- | ------------------ |
| 19 | Hong Kong (bandiera) | A     | Matt Orr           |
| 20 | Serbia (bandiera)    | D     | Rade Dugalić       |
| 21 | Cina (bandiera)      | C     | Nan Song           |
| 23 | Cina (bandiera)      | C     | Dai Wai Tsun       |
| 24 | Cina (bandiera)      | D     | Wang Hao           |
| 25 | Cina (bandiera)      | D     | Hu Ruibao          |
| 27 | Cina (bandiera)      | A     | Behram Abduweli    |
| 28 | Cina (bandiera)      | C     | Zhang Yudong       |
| 30 | Cina (bandiera)      | P     | Zhang Yuquan       |
| 31 | Cina (bandiera)      | D     | Nizamdin Ependi    |
| 33 | Cina (bandiera)      | C     | Zhu Baojie         |
| 34 | Cina (bandiera)      | C     | Shahzat Ghojaehmet |
| 35 | Cina (bandiera)      | P     | Wei Minzhe         |
| 36 | Israele (bandiera)   | C     | Eden Karzev        |
| 44 | Cina (bandiera)      | A     | Ruan Yang          |

## Calciomercato

### Sessione invernale
| Acquisti         | Acquisti  | Acquisti         | Acquisti   |
| R.               | Nome      | da               | Modalità   |
| ---------------- | --------- | ---------------- | ---------- |
| D                | Zhang Wei | Shanghai Haigang | svincolato |
| Altre operazioni |           |                  |            |
| R.               | Nome      | da               | Modalità   |

| Cessioni         | Cessioni         | Cessioni         | Cessioni         |
| R.               | Nome             | a                | Modalità         |
| Altre Operazioni | Altre Operazioni | Altre Operazioni | Altre Operazioni |
| R.               | Nome             | a                | Modalità         |
| ---------------- | ---------------- | ---------------- | ---------------- |

### Sessione estiva
| Acquisti         | Acquisti         | Acquisti         | Acquisti         |
| R.               | Nome             | da               | Modalità         |
| Altre operazioni | Altre operazioni | Altre operazioni | Altre operazioni |
| R.               | Nome             | da               | Modalità         |
| ---------------- | ---------------- | ---------------- | ---------------- |

| Cessioni         | Cessioni         | Cessioni         | Cessioni         |
| R.               | Nome             | a                | Modalità         |
| Altre operazioni | Altre operazioni | Altre operazioni | Altre operazioni |
| R.               | Nome             | a                | Modalità         |
| ---------------- | ---------------- | ---------------- | ---------------- |

## Statistiche

### Statistiche di squadra
| Competizione  | Punti | In casa | In casa | In casa | In casa | In casa | In casa | In trasferta | In trasferta | In trasferta | In trasferta | In trasferta | In trasferta | Totale | Totale | Totale | Totale | Totale | Totale | DR  |
| Competizione  | Punti | G       | V       | N       | P       | Gf      | Gs      | G            | V            | N            | P            | Gf           | Gs           | G      | V      | N      | P      | Gf     | Gs     | DR  |
| ------------- | ----- | ------- | ------- | ------- | ------- | ------- | ------- | ------------ | ------------ | ------------ | ------------ | ------------ | ------------ | ------ | ------ | ------ | ------ | ------ | ------ | --- |
| Super League  | 29    | 15      | 4       | 4       | 7       | 14      | 30      | 15           | 3            | 4            | 8            | 15           | 24           | 30     | 7      | 8      | 15     | 29     | 55     | -26 |
| Coppa di Cina | -     | 1       | 0       | 1       | 0       | 0       | 0       | 1            | 1            | 0            | 0            | 2            | 0            | 2      | 1      | 1      | 0      | 2      | 0      | +2  |
| Totale        | 29    | 16      | 4       | 5       | 7       | 14      | 30      | 16           | 4            | 4            | 8            | 17           | 24           | 32     | 8      | 9      | 15     | 31     | 55     | -24 |

### Andamento in campionato
| Giornata  | 1  | 2  | 3  | 4  | 5 | 6 | 7 | 8  | 9  | 10 | 11 | 12 | 13 | 14 | 15 | 16 | 17 | 18 | 19 | 20 | 21 | 22 | 23 | 24 | 25 | 26 | 27 | 28 | 29 | 30 |
| --------- | -- | -- | -- | -- | - | - | - | -- | -- | -- | -- | -- | -- | -- | -- | -- | -- | -- | -- | -- | -- | -- | -- | -- | -- | -- | -- | -- | -- | -- |
| Luogo     | T  | C  | C  | T  | T | C | T | C  | T  | C  | C  | T  | T  | C  | T  | C  | T  | T  | C  | C  | T  | C  | T  | C  | T  | T  | C  | C  | T  | C  |
| Risultato | P  | P  | N  | V  | V | N | P | P  | N  | P  | P  | P  | N  | P  | V  | V  | P  | N  | N  | V  | P  | P  | P  | V  | P  | P  | P  | N  | N  | V  |
| Posizione | 11 | 15 | 13 | 10 | 8 | 7 | 9 | 10 | 10 | 11 | 12 | 13 | 12 | 15 | 12 | 10 | 11 | 12 | 12 | 9  | 10 | 10 | 11 | 10 | 14 | 14 | 14 | 14 | 14 | 14 |

Legenda:

Luogo: C = Casa; T = Trasferta. Risultato: V = Vittoria; N = Pareggio; P = Sconfitta.

### Statistiche dei giocatori
Sono in corsivo i calciatori che hanno lasciato la società a stagione in corso.
Sono in corsivo i calciatori che hanno lasciato la società a stagione in corso.
| Giocatore         | Super League | Super League | Super League | Super League | Coppa di Cina | Coppa di Cina | Coppa di Cina | Coppa di Cina | Totale   | Totale | Totale      | Totale     |
| Giocatore         | Presenze     | Reti         | Ammonizioni  | Espulsioni   | Presenze      | Reti          | Ammonizioni   | Espulsioni    | Presenze | Reti   | Ammonizioni | Espulsioni |
| ----------------- | ------------ | ------------ | ------------ | ------------ | ------------- | ------------- | ------------- | ------------- | -------- | ------ | ----------- | ---------- |
| Samuel Armenteros | 12           | 2            | 0            | 0            | -             | -             | -             | -             | 12       | 2      | 0           | 0          |
| Behram Abduweli   | 21           | 2            | 5            | 0            | 2             | 0             | 0             | 0             | 23       | 2      | 5           | 0          |
| Deng Biao         | 0            | 0            | 0            | 0            | -             | -             | -             | -             | 0        | 0      | 0           | 0          |
| Dai Wai Tsun      | 10           | 1            | 1            | 0            | -             | -             | -             | -             | 10       | 1      | 1           | 0          |
| Rade Dugalić      | 27           | 4            | 9            | 1            | 1             | 0             | 1             | 0             | 28       | 4      | 10          | 1          |
| Nizamdin Ependi   | 19           | 0            | 2            | 0            | 2             | 0             | 0             | 0             | 21       | 0      | 2           | 0          |
| Edu Garcia        | 23           | 9            | 2            | 0            | 1             | 1             | 0             | 0             | 24       | 10     | 2           | 0          |
| Hu Ruibao         | 7            | 0            | 0            | 0            | -             | -             | -             | -             | 7        | 0      | 0           | 0          |
| Eden Karzev       | 11           | 2            | 3            | 0            | 1             | 0             | 0             | 0             | 12       | 2      | 3           | 0          |
| Tiago Leonco      | 9            | 0            | 2            | 0            | -             | -             | -             | -             | 9        | 0      | 2           | 0          |
| Li Zhizhao        | 1            | -1           | 0            | 0            | 1             | 0             | 0             | 0             | 2        | -1     | 0           | 0          |
| Lin Chuangyi      | 17           | 0            | 0            | 0            | 1             | 0             | 0             | 0             | 18       | 0      | 0           | 0          |
| Muzapar Muhta     | 0            | 0            | 0            | 0            | -             | -             | -             | -             | 0        | 0      | 0           | 0          |
| Nan Song          | 16           | 0            | 2            | 0            | 1             | 0             | 0             | 0             | 17       | 0      | 2           | 0          |
| Matt Orr          | 21           | 2            | 3            | 0            | 2             | 0             | 0             | 0             | 23       | 2      | 3           | 0          |
| Jorge Ortiz       | 14           | 2            | 1            | 0            | 1             | 1             | 0             | 0             | 15       | 3      | 1           | 0          |
| Peng Peng         | 17           | -31          | 1            | 1            | 0             | 0             | 0             | 0             | 17       | -31    | 1           | 1          |
| Ruan Yang         | 11           | 0            | 0            | 0            | 1             | 0             | 1             | 0             | 12       | 0      | 1           | 0          |
| Shahsat Hujahmat  | 2            | 0            | 0            | 0            | 1             | 0             | 0             | 0             | 3        | 0      | 0           | 0          |
| Song Yue          | 15           | 0            | 5            | 0            | 2             | 0             | 0             | 0             | 17       | 0      | 5           | 0          |
| Thiago Andrade    | 22           | 2            | 1            | 1            | 1             | 0             | 0             | 0             | 23       | 2      | 1           | 1          |
| Tian Yinong       | 23           | 0            | 2            | 1            | -             | -             | -             | -             | 23       | 0      | 2           | 1          |
| Tao Yuan          | 0            | 0            | 0            | 0            | -             | -             | -             | -             | 0        | 0      | 0           | 0          |
| Wang Chu          | 3            | 0            | 1            | 0            | -             | -             | -             | -             | 3        | 0      | 1           | 0          |
| Wang Hao          | 8            | 0            | 0            | 1            | 1             | 0             | 0             | 0             | 9        | 0      | 0           | 1          |
| Wang Qiao         | 8            | 0            | 2            | 0            | 2             | 0             | 0             | 0             | 10       | 0      | 2           | 0          |
| Wei Minzhe        | 8            | -14          | 0            | 0            | 1             | 0             | 1             | 0             | 9        | -14    | 1           | 0          |
| Xiao Kun          | 9            | 0            | 2            | 0            | 0             | 0             | 0             | 0             | 9        | 0      | 2           | 0          |
| Yu Rui            | 24           | 0            | 5            | 0            | 2             | 0             | 0             | 0             | 26       | 0      | 5           | 0          |
| Zhang Wei         | 25           | 1            | 2            | 0            | 1             | 0             | 0             | 0             | 26       | 1      | 2           | 0          |
| Zhang Yudong      | 23           | 0            | 2            | 0            | 1             | 0             | 0             | 0             | 24       | 0      | 2           | 0          |
| Zhang Yuquan      | 0            | 0            | 0            | 0            | -             | -             | -             | -             | 0        | 0      | 0           | 0          |
| Zhao Shi          | 7            | -9           | 2            | 0            | -             | -             | -             | -             | 7        | -9     | 2           | 0          |
| Zhi Li            | 22           | 1            | 7            | 0            | 1             | 0             | 0             | 0             | 23       | 1      | 7           | 0          |
| Zhou Dadi         | 7            | 0            | 0            | 0            | 0             | 0             | 0             | 0             | 7        | 0      | 0           | 0          |
| Zhu Baojie        | 22           | 0            | 1            | 0            | 1             | 0             | 0             | 0             | 23       | 0      | 1           | 0          |